# Mannsgrab
Der Mannsgrab, auch Manngrab, war ein Feldmass in Schaffhausen und Thurgau in der Schweiz. Mit diesem Mass wurden Weinbauflächen vermessen. Im Französischen entsprach das Mass dem Fossorier.
Als altes Mass war 
- 1 Mannsgrab = 1/10 Juchart ≈ 2,8 bis 3,4 Ar